# Pasteurisering
Pasteurisering er en meget anvendt metode til forbedring af fødevarers holdbarhed uden at forringe deres smag eller næringsværdi væsentligt. Den blev opfundet af den franske naturvidenskabsmand Louis Pasteur i 1862.
Pasteurisering kan foregå ved  enten høj- eller lavpasteurisering. Lavpasteurisering er en opvarmning af produktet til 72 °C i 15 sekunder, mens højpasteusering er en opvarmning af produktet til 87 °C i 15 sekunder eller til 90 °C i 5 sekunder. Hverken høj- eller lavpasteurisering påvirker det ernæringsmæssige indhold i produktet, mens højpasteusering påvirker smagen.
Pasteuriseringen indebærer, at bakterier, som ellers ville fordærve fødevaren, dræbes. Når fødevaren derefter emballeres, så den ikke igen udsættes for bakterier, vil den kunne holde sig længe. Pasteuriseringen virker derimod ikke mod andre former for fordærvning som harskning, der skyldes iltning af fedtstoffet i fødevaren ved en rent kemisk proces eller nedbrydning i stærkt sollys.